# Notiothops birabeni
Espèce
Synonymes
- Fernandezina birabeni Zapfe, 1961
- Otiothops lanus Platnick, 1977

Notiothops birabeni est une espèce d'araignées aranéomorphes de la famille des Palpimanidae.

## Distribution
Cette espèce est endémique de la région métropolitaine de Santiago au Chili,.

## Description
Le mâle décrit par  en mesure 2,66 mm.

## Publication originale
- Zapfe, 1961 : La familia Palpimanidae en Chile. Investigaciones Zoológicas Chilenas, vol. 7, p. 141-144.